# 다비트 토노얀

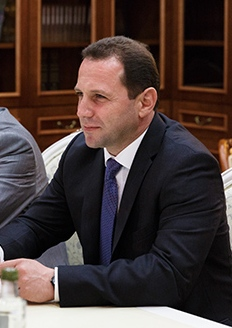
다비트 토노얀

다비트 에드가리 토노얀(아르메니아어: Դավիթ Էդգարի Տոնոյան, 1967년 12월 27일~)은 아르메니아의 군인이자 정치인으로, 2018년까지 2020년까지 아르메니아 국방장관으로 재직하였다.

## 생애

### 어린 시절과 경력
토노얀은 1967년 12월 27일, 카자흐 소비에트 사회주의 공화국 동카자흐스탄주의 우스티카메노고르스크 (현재 카자흐스탄 외스케멘)에서 태어났다. 토노얀은 제2차 세계 대전에 참전한 붉은 군대 재향 군인 홉하네스 하보코프의 손자이다. 토노얀은 1986년, 소련군의 자캅카스 군관구에 합류하였다. 1991년, 예레반 소재 예레반 국립대학교를 졸업하였다. 1992년 아르메니아군에 입대했으며, 1997년에 러시아 연방 국방부 군사 대학을 졸업했다. 1998년과 2007년 사이에 토노얀은 브뤼셀에 있는 북대서양조약기구 본부에서 다양한 직책을 지냈으며, 3년 동안 북대서양조약기구의 아르메니아 대표로 재직하였다. 2007년, 토노얀은 아르메니아 국방부에서 국제 군사 협력 및 국방 정책 부서를 이끄려고 아르메니아로 돌아왔다.
2010년부터 2017년까지 토노얀은 세이란 오하냔과 비겐 사르그샨 밑에서 아르메니아 국방부 제1차관을 지냈다. 2017년 2월 6일, 토노얀은 긴급 상황 장관에 임명되었다.

### 국방장관
니콜 파시냔 총리는 자신이 총리로 취임한지 사흘 만인 2018년 5월 11일에 토노얀을 국방장관으로 임명했다.
2020년 8월 말, 토노얀은 2020년 7월, 아르메니아-아제르바이잔 분쟁을 고려하면서 국가 민병대의 창설을 제안해 아르메니아 사회가 군사 위협에 대비할 수 있도록 하였다.

#### 2020년 나고르노카라바흐 전쟁 및 사임

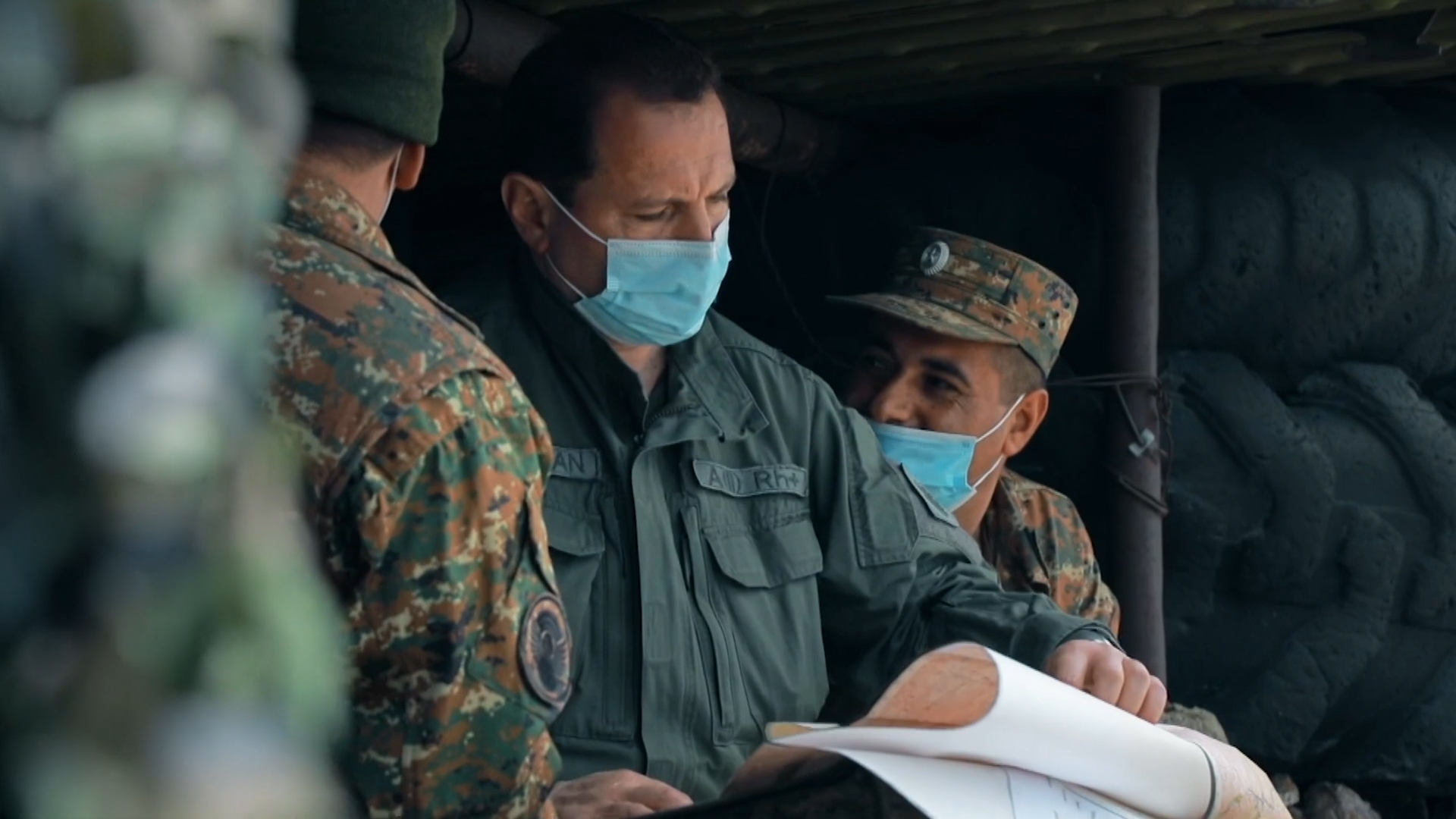
2020년 나고르노카라바흐 전쟁 당시 최전선에서 찍힌 다비트 토노얀.

2019년 3월, 토노얀은 뉴욕에서 열린 아르메니아 공동체 대표자 모임에서 "나는 국방부 장관으로서 '평화를 위한 영토'의 반환 선택권은 더 이상 존재하지 않을 것이며, 새로운 전쟁에서 새로운 영토를 재구성한다"라고 밝히면서 나고르노카라바흐를 둘러싼 영토를 아제르바이잔 지배권에 평화롭게 반환하는 마드리드 원칙을 비판했다. 훗날 "새로운 영토를 위한 새로운 전쟁"으로 대중화된 이 성명은 나고르노카라바흐 협상을 배제하고 나중에 2020년 나고르노카라바흐 전쟁을 유발한 도발 행위로 널리 비판 받았다. 그 결과, 아제르바이잔은 나고르노카라바흐, 슈샤, 하드루트주, 마다기즈, 탈리시를 비롯해 나고르코라바흐 자치주의 다른 부분을 둘러싼 영토를 장악했다.
2020년 나고르노카라바흐 휴전 협정이 체결된 후 토노얀은 민간 회사를 거쳐 시리아의 친튀르키예 테러리스트들에게 무기를 팔았다는 소문을 부인했으며, 이 소문은 아르메니아 언론에 보도되었다. 또한 부인된 관련 혐의는 러시아에게서 방탄복 구매 제안을 거절했다는 주장과 전쟁이 시작되었을 때 토노얀이 친척의 생일 파티에 참석하려고 몰디브에 있었다는 주장이었다.
2020년 11월 20일, 토노얀은 사표를 제출했다. 토노얀은 고별사에서 전쟁 당시 사랑하는 사람을 잃은 사람들에게 사과를 표명하였다.

### 체포
2021년 9월 30일, 토노얀은 아르메니아 국가안보국에 체포되었다. 토노얀은 무기상 다비트 갈스티안 (Davit Galstyan)과 함께 거의 23억 아르메니아 드람(470만 달러)에 이르는 피해를 입힌 사기 및 횡령 혐의로 기소되었다.